# Фія
Фія (груз. ფია) — село в Грузії.
За даними перепису населення 2014 року в селі проживає 97 осіб.